# Galium cornigerum
Galium cornigerum är en måreväxtart som beskrevs av Pierre Edmond Boissier och Heinrich Carl Haussknecht. Galium cornigerum ingår i släktet måror, och familjen måreväxter. Inga underarter finns listade i Catalogue of Life.